# St Abbs
St Abbs est un petit village de pêcheurs du sud-est de l'Écosse. Il est situé sur le littoral de la mer du Nord, à 2 km au nord-est de Coldingham, dans la région des Scottish Borders.

## Toponymie
Anciennement appelé Coldingham Shore, le village est rebaptisé à la fin du XIXe siècle d'après le promontoire voisin de St Abb's Head. Ce dernier doit son nom à Æbbe de Coldingham, princesse  anglo-saxonne fondatrice du prieuré de Coldingham au VIIe siècle.

## Culture locale et patrimoine
Une partie du tournage du film de super-héros Avengers: Endgame (2019) se déroule à St Abbs. Des faux panneaux de jumelage avec le village fictif de New Asgard y sont installés à cette occasion. La même année, le chanteur britannique Harry Styles y tourne le clip de sa chanson Adore You.